# CryEngine (4-го покоління)
CryENGINE — гральний рушій, розроблений компанією Crytek. На відміну від попередніх рушіїв компанії, новий CryENGINE не буде ідентифікуватися номерами версій. Причина таких змін, за словами компанії, у тому, що з часів релізу CryENGINE 3, рушій було значно змінено і він більш не є тим самим рушієм, а постійні оновлення та покращення будуть підтримувати його на високому рівні конкурентно спроможності.
CryENGINE офіційно анонсовано 21 серпня 2013 року. Перша гра, в якій використано оновлений CryENGINE — Ryse: Son of Rome розроблена компанією Crytek.

## Модель розповсюдження
Рушій та SDK розповсюджуються безкоштовно для використання у освітніх та некомерційних цілях. Але для комерційного розповсюдження продуктів, на основі CryENGINE треба придбати ліцензію.
На виставці GDC 2014 Crytek заявили, що з травня 2014-го року інді-розробники зможуть користуватися CryENGINE за підпискою за 9.90 доларів/євро на одного користувача на місяць, без відрахувань будь-яких роялті.

## Ігри, які використовують CryENGINE (4-го покоління)
| Назва                              | Рік        | Розробник              | Видавець             | Платформа                                               |
| ---------------------------------- | ---------- | ---------------------- | -------------------- | ------------------------------------------------------- |
| Ryse: Son of Rome                  | 2013       | Crytek                 | Microsoft Studios    | Xbox One, Microsoft Windows                             |
| Evolve                             | 2015       | Turtle Rock Studios    | 2K Games             | Microsoft Windows, PlayStation 4, Xbox One              |
| Armored Warfare                    | 2015       | Obsidian Entertainment | My.com               | Microsoft Windows                                       |
| Homefront: The Revolution          | 2016       | Dambuster Studios      | Deep Silver          | Microsoft Windows, Linux, PlayStation 4, Xbox One       |
| Kingdom Come: Deliverance          | 2016       | Warhorse Studios       | Deep Silver          | Microsoft Windows, OS X, Linux, PlayStation 4, Xbox One |
| Star Citizen                       | 2016       | Cloud Imperium Games   | Cloud Imperium Games | Microsoft Windows, Linux                                |
| Sniper: Ghost Warrior 3            | 2016       | CI Games               | CI Games             | Microsoft Windows, PlayStation 4, Xbox One              |
| The Lays of Althas: Sundered Order | Нема даних | Epoch Games            | Нема даних           | Microsoft Windows                                       |
| Новий Проект                       | Нема даних | Respawn Entertainment  | Нема даних           | PlayStation 4                                           |
| Human Element                      | Відмінено  | Robotoki               | Нема даних           | Microsoft Windows, PlayStation 4, Xbox One              |